# Fusil Automático Doble
Fusil Automático Doble è (noto anche con l'acronimo FAD) è un fucile d'assalto peruviano del tipo bullpup alimentato da cartucce 5,56 x 45 NATO e con la possibilità di essere dotato di lanciagranate da 40 mm. Essendo realizzato con la configurazione bullpup, risulta essere particolarmente compatto e può essere facilmente utilizzata sia dagli equipaggi dei carri armati come arma ausiliaria, sia dalla fanteria.
Il governo del Perù era intenzionato ad acquistare  58 000 fucili d'assalto AN-94 per sostituire l'HK33. Tuttavia, l'ordine è stato annullato a favore del FAD in quanto più economico.